# World Football Challenge de 2011
O World Football Challenge de 2011 foi um torneio de futebol amistoso realizado nos Estados Unidos entre 13 de julho e 6 de agosto de 2011. Teve como campeão o Real Madrid, da Espanha.

## Equipes participantes
- Manchester United
- Manchester City
- Real Madrid
- Barcelona
- Juventus
- MLS Conf. Leste
- MLS Conf. Oeste
- América
- Chivas Guadalajara

## Regras
O torneio não é eliminatório. No quadrangular, o vencedor ganha três pontos, o vencedor nos pênaltis, dois, e o perdedor nos pênaltis, um. Ganha-se 1 ponto extra a cada gol que o time marcar (essa regra vale até 3 gols). Quem somar mais pontos ao final das três rodadas será o campeão. De acordo com o regulamento, se os dois primeiros colocados se enfretarem na última rodada, o vencedor da partida é o campeão, não importa a pontuação.

## Classificação

### Tabela
| Clube              | J | V | VP | DP | D | GP | GC | SG | Pts |
| ------------------ | - | - | -- | -- | - | -- | -- | -- | --- |
| Real Madrid        | 3 | 3 | 0  | 0  | 0 | 9  | 2  | +7 | 17  |
| Manchester United  | 3 | 3 | 0  | 0  | 0 | 9  | 3  | +6 | 17  |
| Manchester City    | 3 | 2 | 1  | 0  | 0 | 5  | 2  | +3 | 13  |
| Juventus           | 3 | 2 | 0  | 0  | 1 | 3  | 2  | +1 | 9   |
| Barcelona          | 3 | 1 | 0  | 0  | 2 | 4  | 6  | −2 | 7   |
| Chivas Guadalajara | 3 | 1 | 0  | 0  | 2 | 4  | 5  | -1 | 6   |
| MLS Conf. Oeste    | 3 | 0 | 0  | 1  | 2 | 4  | 7  | −3 | 4   |
| MLS Conf. Leste    | 3 | 0 | 0  | 0  | 3 | 3  | 10 | −7 | 3   |
| América            | 3 | 0 | 0  | 0  | 3 | 0  | 5  | −5 | 0   |

### Jogos
| 13 de Julho de 2011 | New England Revolution | 1 – 4     | Manchester United                      | Gillette Stadium, Foxborough         |
| 20:00 (UTC−4)       | Mansally 56'           | Relatório | Owen 51' · Macheda 54', 61' · Park 80' | Público: 51,523 Árbitro: Mark Geiger |

| 16 de Julho de 2011 | América | 0 – 2     | Manchester City                    | AT&T Park, San Francisco                 |
| 20:00 (UTC−4)       |         | Relatório | McGivern 17' · Wright-Phillips 27' | Público: 11,250 Árbitro: Hilario Grajeda |

| 16 de Julho de 2011 | Los Angeles Galaxy | 1 – 4     | Real Madrid                                           | Los Angeles Memorial Coliseum, Los Angeles |
| 22:00 (UTC−4)       | Cristman 67'       | Relatório | Callejón 31' · Joselu 40' · Ronaldo 53' · Benzema 58' | Público: 56,211 Árbitro: Jorge Gonzalez    |

| 18 de Julho de 2011 | Vancouver Whitecaps | 1 – 2     | Manchester City                    | Empire Field, Vancouver                   |
| 22:00 (UTC−4)       | Sanvezzo 30'        | Relatório | Guidetti 68' · Wright-Phillips 84' | Público: 24,074 Árbitro: Mauricio Navarro |

| 20 de Julho de 2011 | Chivas Guadalajara | 0 – 3     | Real Madrid                  | Qualcomm Stadium, San Diego              |
| 23:00 (UTC-4)       |                    | Relatório | Ronaldo 73', 76' (pen.), 82' | Público: 38,211 Árbitro: Ricardo Salazar |

| 23 de Julho de 2011 | Chicago Fire | 1 – 3     | Manchester United                  | Soldier Field, Chicago                |
| 17:00 (UTC−4)       | Gibbs 13'    | Relatório | Rooney 66' · Rafael 75' · Nani 82' | Público: 61,308 Árbitro: Terry Vaughn |

| 23 de Julho de 2011 | Juventus      | 1 – 2     | Sporting       | BMO Field, Toronto                    |
| 19:00 (UTC−4)       | Del Piero 80' | Relatório | Djaló 13', 36' | Público: 10,028 Árbitro: Drew Fischer |

| 23 de Julho de 2011 | Philadelphia Union | 1 – 2     | Real Madrid            | Lincoln Financial Field, Filadélfia |
| 21:00 (UTC−4)       | M. Farfan 80'      | Relatório | Callejón 2' · Özil 11' | Público: 57,305 Árbitro: Alex Prus  |

| 24 de Julho de 2011 | Los Angeles Galaxy | 1 – 1     | Manchester City      | The Home Depot Center, Carson            |
| 16:00 (UTC−4)       | Magee 53'          | Relatório | Balotelli 20' (pen.) | Público: 24,897 Árbitro: Ricardo Salazar |

|                                                                           |       | Penalidades                                                               |  |
| Keat Birchall Juninho Dunivant Stephens McBean Gonzalez McCarty DeLaGarza | 6 – 7 | Milner Weiss Suárez Kolarov Guidetti Lescott de Jong Wright-Phillips Hart |  |

| 26 de Julho de 2011 | Juventus     | 1 – 0     | América | Citi Field, Nova Iorque                 |
| 19:30 (UTC−4)       | Pasquato 42' | Relátorio |         | Público: 20,859 Árbitro: Jorge Gonzalez |

| 28 de Julho de 2011 | Juventus         | 1 – 0     | Chivas Guadalajara | Carter–Finley Stadium, Raleigh         |
| 20:00 (UTC−4)       | Quagliarella 12' | Relatório |                    | Público: 16,124 Árbitro: Mark Kadlecik |

| 30 de Julho de 2011 | Barcelona  | 1 – 2     | Manchester United   | FedEx Field, Landover                    |
| 19:00 (UTC-4)       | Thiago 70' | Relatório | Nani 22' · Owen 76' | Público: 81,807 Árbitro: Ricardo Salazar |

| 3 de Agosto de 2011 | Barcelona | 1 – 4     | Chivas Guadalajara                              | Sun Life Stadium, Miami Gardens           |
| 20:00 (UTC−4)       | Villa 3'  | Relatório | Fabián 60', 63' · Casillas 72' · Verduzco 90+3' | Público: 70,000 Árbitro: Baldomero Toledo |

| 6 de Agosto de 2011 | Barcelona             | 2 – 0     | América | Cowboys Stadium, Arlington               |
| 16:00 (UTC−4)       | Villa 24' · Keita 90' | Relatório |         | Público: 60,087 Árbitro: Ricardo Salazar |

## Artilharia
4 gols (1)
- Cristiano Ronaldo (Real Madrid)

2 gols (8)
- Federico Macheda (Manchester United)
- Nani (Manchester United)
- Michael Owen (Manchester United)
- Shaun Wright-Phillips (Chelsea)
- José María Callejón (Real Madrid)
- Yannick Djaló (Sporting)
- David Villa (Barcelona)
- Marco Fabián (Chivas Guadalajara)

1 gol (19)
- Abdoulie Mansally (New England Revolution)
- Park Ji-Sung (Manchester United)
- Wayne Rooney (Manchester United)
- Rafael (Manchester United)
- Ryan McGivern (Manchester City)
- John Guidetti (Manchester City)
- Mario Balotelli (Manchester City)
- Adam Cristman (Los Angeles Galaxy)
- Mike Magee (Los Angeles Galaxy)
- Joselu (Real Madrid)
- Karim Benzema (Real Madrid)
- Mesut Özil (Real Madrid)
- Thiago Alcântara (Barcelona)
- Seydou Keita (Barcelona)
- Camilo Sanvezzo (Vancouver Whitecaps)
- Cory Gibbs (Chicago Fire)
- Alessandro Del Piero (Juventus)
- Cristian Pasquato (Juventus)
- Fabio Quagliarella (Juventus)
- Michael Farfan (Philadelfia Union)
- Giovani Casillas (Chivas Guadalajara)
- José Luis Verduzco (Chivas Guadalajara)